# Sidoagung (Tempuran)
Sidoagung is een bestuurslaag in het regentschap Magelang van de provincie Midden-Java, Indonesië. Sidoagung telt 6610 inwoners (volkstelling 2010).